# Lista de prefeitos de Paraná (Rio Grande do Norte)
Esta é a lista de prefeitos de Paraná, município brasileiro do estado do Rio Grande do Norte.
| Nº | Prefeito                       | Imagem               | Partido                           | Início de mandato      | Fim de mandato         | Vice-prefeito                   | Observações                   |
| -- | ------------------------------ | -------------------- | --------------------------------- | ---------------------- | ---------------------- | ------------------------------- | ----------------------------- |
| 1  | José Miguel de Souza           |                      |                                   | 28 de novembro de 1964 | 31 de janeiro de 1965  | ―                               | Prefeito nomeado              |
| 2  | Oscar Nonato Vieira            |                      |                                   | 31 de janeiro de 1965  | 31 de janeiro de 1969  | N/C                             | Prefeito e vice eleitos       |
| 3  | José Teodoro da Silva          |                      |                                   | 31 de janeiro de 1969  | 31 de dezembro de 1972 | N/C                             | Prefeito e vice eleitos       |
| 4  | Guido Rodrigues                |                      |                                   | 1 de janeiro de 1973   | 31 de janeiro de 1977  | N/C                             | Prefeito e vice eleitos       |
| 5  | João Pinheiro de Andrade       |                      |                                   | 31 de janeiro de 1977  | 31 de janeiro de 1983  | Francisco Fernandes Bessa       | Prefeito e vice eleitos       |
| 6  | Antônio Epifânio Sobrinho      |                      |                                   | 31 de janeiro de 1983  | 31 de dezembro de 1988 | N/C                             | Prefeito e vice eleitos       |
| 7  | José Gomes do Nascimento       |                      |                                   | 1 de janeiro de 1989   | 16 de novembro de 1991 | Pedro Francisco da Rocha        | Prefeito e vice eleitos       |
| 8  | Pedro Francisco da Rocha       |                      |                                   | 17 de novembro de 1991 | 16 de dezembro de 1991 | ―                               | Vice-prefeito eleito no cargo |
| 9  | Antônio Ferreira               |                      |                                   | 16 de dezembro de 1991 | 14 de junho de 1992    | ―                               | Prefeito interino             |
| 10 | Pedro Francisco da Rocha       |                      |                                   | 15 de junho de 1992    | 31 de dezembro de 1992 | ―                               | Prefeito interino             |
| 11 | Francisco Epifânio Duarte      |                      |                                   | 1 de janeiro de 1993   | 31 de dezembro de 1996 | N/C                             | Prefeito e vice eleitos       |
| 12 | Pedro Joaquim de Andrade       |                      | PSDB                              | 1 de janeiro de 1997   | 17 de abril de 2004    | Geraldo Valentim Duarte         | Prefeito e vice eleitos       |
| 12 | Pedro Joaquim de Andrade       | PMDB                 | Francisco Lins de Albuquerque     | 1 de janeiro de 1997   | 17 de abril de 2004    | Prefeito e vice eleitos         |                               |
| 14 | Francisco Lins de Albuquerque  |                      |                                   | 17 de abril de 2004    | 31 de dezembro de 2004 | ―                               | Vice-prefeito eleito no cargo |
| 15 | Geraldo Alexandre Maia         |                      | PL                                | 1 de janeiro de 2005   | 31 de dezembro de 2012 | Francisco Epifânio Duarte       | Prefeito e vice eleitos       |
| 15 | Geraldo Alexandre Maia         | PP                   | José Alberlânio Abrantes de Souza | 1 de janeiro de 2005   | 31 de dezembro de 2012 | Prefeito reeleito e vice eleito |                               |
| 16 | Oriana Rodrigues               |                      | PMDB                              | 1 de janeiro de 2013   | 31 de dezembro de 2020 | José Sobrinho de Andrade        | Prefeita e vice eleitos       |
| 16 | Oriana Rodrigues               | Juciê Gomes da Silva | PMDB                              | 1 de janeiro de 2013   | 31 de dezembro de 2020 | Prefeita reeleita e vice eleito |                               |
| 17 | Josiene Gomes da Silva Andrade |                      | MDB                               | 1 de janeiro de 2021   | até a atualidade       | Yure Libânio Teodoro            | Prefeita e vice eleitos       |
| 17 | Josiene Gomes da Silva Andrade | Oriana Rodrigues     | MDB                               | 1 de janeiro de 2021   | até a atualidade       | Prefeita reeleita e vice eleito |                               |